# Lucilla Udovich
Lucilla Udovich (Denver, 7. rujna 1930. – Rim, 23. rujna 1999.)  bila je američka operna pjevačica (sopran) hrvatskog porijekla.

## Životopis

### Počeci
Udovich je odrasla u Kaliforniji. Učila je pjevanje, violinu, klavir i solfeggio prvo u San Franciscu, a studij pjevanja je nastavila u New Yorku na Sveučilištu Columbia te na Koledžu Hunter. 
U New Yorku je Udovich pjevala crkvenu glazba, te je nastupala u mjuziklima: dobila je angažman u Allegru Rogersa i Hammersteina te 1949-1951 u Gentlemen Prefer Blondes (Muškarci više vole plavuše) Fieldsa i Loos zajedno s Carolom Channing kao Lorelei Lee.

### Karijera u Italiji
Doputovavši u Italiju da bi se usavršavala u Milanu, u vlaku je slučajno susrela osobu koja ju je preporučila Beniaminu Gigliju, a on ju je odmah poveo kao gošću na svojoj oproštajnoj turneji po Italiji. 
Kao operna solistica debitirala je1954. u Spontinijevoj operi Agnese di Hohenstaufen  na festivalu Maggio Musicale Fiorentino s Francom Corellijem i Giangiacomom Guelfijem kao partnerima, a pod ravnanjem Vittorija Guija . Sljedeće godine je otvorila taj festival u naslovnoj ulozi barokne Traettine Antigone.
Najviše se pamti njezina izvedba naslovne uloge u Puccinijevoj Turandot, koju je (u crno-bijelome) snimila RAI.. Među ostalim izvedbama treba spomenuti Bartókov Dvorac Plavobradoga, Verdijev Requiem, Brittenov Ratni Requiem,  Rossinijeva  Petite Messe Solennelle , te Schönbergove Gure-Lieder.
U operne pozornice na kojima je nastupala u Italiji broje se Rimska opera, La Fenice u Veneziji, Teatro Comunale u Firenzi, te San Carlo u Napulju.

### Karijera izvan Italije
Udovich je pjevala i u Hrvatskoj na Splitskim ljetnim priredbama u naslovnim ulogama u Puccinijevoj Turandot s Attiliom Planinšekom u ulozi Calafa a pod ravnanjem Silvija Bombardellija., te u Bellinijevoj Normi također s Planinšekom kao Pollioneom te opet pod Bombardellijevom diregentskom palicom.
San Francisco, Los Angeles, Pittsburgh, New Orleans i Houston su glavna mjesta u Sjedinjenim Američkim Državama u kojima je pjevala na opernoj ili koncertnoj pozornici. Nastupala je i u Ankari, Barceloni, Buenos Airesu, Ciudad Méxicu, Dublinu, Londonu, Parizu, Zagrebu itd.

## Snimci
- 1954 - Agnese di Hohenstaufen (Spontini) - Agnese, dir. Vittorio Gui (Melodram, Myto)[4]
- 1956 - Idomeneo, re di Creta (Mozart) - Elektra, dir. John Pritchard (Philips; EMI Double Forte)[5]
- 1957 - I Lombardi alla prima crociata (Verdi) - Viclinda, dir. Fulvio Vernizzi (Walhall)
- 1958 - Turandot (Puccini) - Turandot, dir. Fernando Previtali (VAI - DVD)[6]
- 1958 - Fedra (Paisiello) - Fedra, dir. Angelo Questa (Memories)
- 1962 - Turandot (Puccini) - Turandot, dir. Oliviero de Fabritiis (Golden Melodram)